# Каток братьев Никодемовичей
Каток им. братьев Никодемовичей (пол. Lodowisko im. Braci Nikodemowiczów) — спортивная арена, расположенная в Бытоме (Польша). Домашняя арена хоккейного клуба «Полония Бытом», играющего в польской хоккейной лиге.
Открыт 5 ноября 1966 года под названием «Каток на улице Пулаского в Бытоме». В 2019 году началась реконструкция объекта, его повторное открытие состоялось в 1 июня 2021 года. Каток назван в честь братьев Никодимовичей Эмиля и Тадеуша, которые в разные годы были польскими хоккеистами и тренерами польских команд.

## Спортивные соревнования
- Европейский вызов 2021
- Группа H квалификационного турнира зимних Олимпийских игр 2022 года (женщины)
- Группа В чемпионата мира по хоккею с шайбой среди молодёжных команд 2023